# Michele Rotunno
Michele Rotunno (Altamura, 1770 – Altamura, XIX secolo) è stato uno storico italiano.

## Biografia
Nato ad Altamura nel 1770 circa, Michele Rotunno, di professione contadino, fu uno dei difensori della città di Altamura durante la Rivoluzione altamurana (1799). Nel 1860, all'età di 90 anni, Rotunno raccolse le sue testimonianze e quelle di altri suoi concittadini e la sua testimonianza rappresenta una delle fonti primarie del conflitto. La cronaca di Rotunno fu trascritta dall'allora sindaco di Altamura Candido Turco, il quale ― afferma Ottavio Serena ― "amò Altamura quanto nessuno l'amò mai". La cronaca di Rotunno fu pubblicata dallo storico Ottavio Serena in occasione del centenario (1899) della Rivoluzione altamurana.

## Opere
- Notizie raccolte da Michele Rotunno, contadino di anni 90, da Antonio Semiraro calzolaio di 84 anni, da Francesco Armiento di anni 86, dal sig. Francesco Giannuzzi ed altri seniori altamurani su le vicende del 1799, 1860.